# Tkuma
O Partido Sionista Religioso (em hebraico: הציונות הדתית, HaTzionut HaDatit), também conhecido como Tkuma (תקומה, "Ressurreição"), foi um partido político de extrema-direita em Israel. Foi fundado em 1998 por Hanan Porat e Zvi Hendel, dois ex-membros dissidentes do Partido Nacional Religioso, sob o nome de Emounim (Fé). Em todas as eleições desde a sua fundação, o partido se juntou a outras facções e competiu como parte de uma lista unida. Em agosto de 2023, um acordo de fusão foi assinado entre o Lar Judaico e o Tkuma para a criação de um novo partido.